# 455 Bruchsalia
455 Bruchsalia eller 1900 FG är en asteroid i huvudbältet, som upptäcktes 22 maj 1900 av de tyska astronomerna Max Wolf och Friedrich Karl Arnold Schwassmann i Heidelberg. Den har fått sitt namn efter den tyska staden Bruchsal.
Asteroiden har en diameter på ungefär 88 kilometer.